# Gefängnis

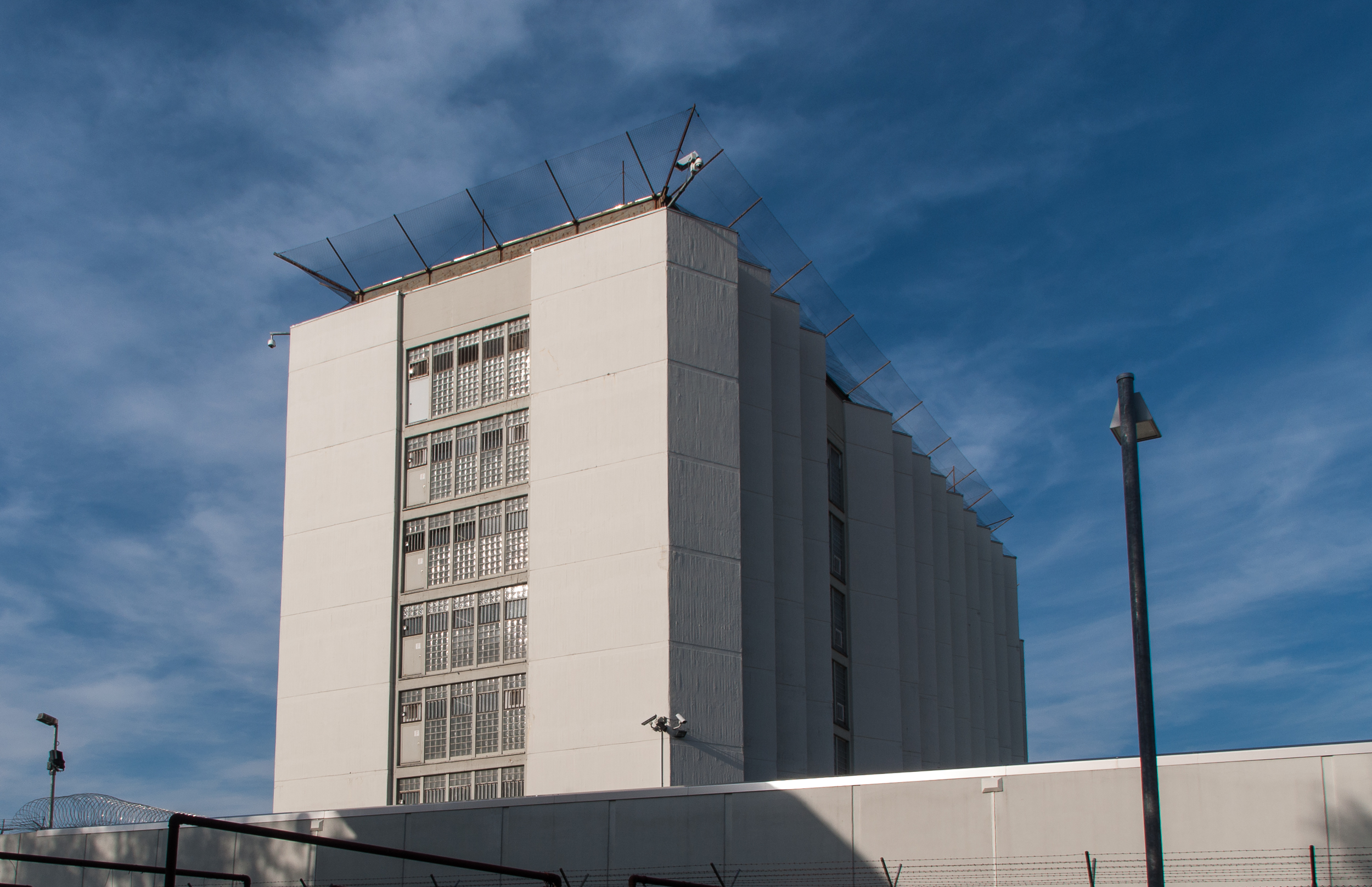
Gefängnis Stuttgart-Stammheim

Ein Gefängnis ist eine Anstalt zur Unterbringung von Untersuchungs- und Strafgefangenen sowie Sicherungsverwahrten. Des Weiteren bezeichnet der Begriff Gefängnis zumindest alltagssprachlich auch die Gefängnisstrafe selbst, so heißt es beispielsweise, auf eine Straftat stünden bis zu fünf Jahre Gefängnis. In Deutschland heißen Gefängnisse offiziell Justizvollzugsanstalt, in Österreich Justizanstalt, und in der Schweiz Strafanstalt.
Ein Gefängnis besteht baulich in der Regel aus einem weitflächigen Areal mit äußeren Schutzeinrichtungen (Zaunanlage oder Mauer mit Wachtürmen) sowie im Inneren aus Gebäuden zur Unterbringung der Gefangenen, des Wachpersonals sowie zur Aufnahme von Sozialeinrichtungen. Die gut einsehbaren Freiflächen dienen nicht nur zum zeitweisen Aufenthalt der Häftlinge im Freien, sondern auch zur besseren Überwachung der Zaunzugänge.
Als Strafinstitution wird das Gefängnis seit längerem in Frage gestellt. Schon Gustav Radbruch hatte in seiner Rechtsphilosophie vorhergesehen, „dass die Entwicklung des Strafrechts über das Strafrecht einstmals hinwegschreiten und die Verbesserung des Strafrechts nicht in ein besseres Strafrecht einmünden wird, sondern in ein Besserungs- und Bewahrungsrecht, das besser als Strafrecht, das sowohl klüger wie menschlicher als das Strafrecht wäre“ (1956). Auf das Gefängnis übertragen bedeutete dies dessen Infragestellung als Strafinstitution (Abolitionismus).

## Bezeichnungen
Gefängnis war früher eine offizielle Bezeichnung des deutschen Strafrechts: bis zur Neuregelung durch die Große Strafrechtsreform 1970 Gefängnis offiziell eine besondere Art der Freiheitsentziehung im Unterschied etwa zu Zuchthaus und Arbeitshaus. Heute heißen Gefängnisse in Deutschland Justizvollzugsanstalt, in Österreich Justizanstalt und in der Schweiz je nach Kanton oder Funktion Strafanstalt, Justizvollzugsanstalt oder Gefängnis. In Liechtenstein ist das Landesgefängnis die einzige Hafteinrichtung.
Daneben gibt es zahlreiche weitere umgangssprachliche Ausdrücke: Knast (vom jiddischen knassen für „bestrafen“), Kittchen, Kiste, Kahn und Bau, in Österreich auch Kriminal, Häfen, Zieglstadl oder Tschumpus (von tschechisch žumpa „Jauchegrube“). Dazu kommen zahlreiche idiomatische Wendungen: die Häftlinge („Knackis“, „Häfenbrüder“) im Gefängnis „sitzen“ oder „sitzen ein“, im heutigen Strafvollzug zwar nicht mehr „bei Brot und Wasser“, aber immer noch „hinter Gittern“ bzw. „hinter schwedischen Gardinen“, und atmen daher „gesiebte Luft“. Früher wurde in einigen Gegenden das Gefängnis Büttelei genannt, weil es unter der Aufsicht des Büttels stand, der häufig auch seine Wohnung dort hatte.

## Geschichte

### Antike und Mittelalter
Gefängnisse gab es bereits im Altertum, ihre Funktion und Bedeutung unterschied sich jedoch stark von heutigen Gefängnissen. Tatsächlich spielte die Inhaftierung von Kriminellen bis zum Beginn der Neuzeit nur eine untergeordnete Rolle im Strafenkatalog. Stattdessen wurde eine Vielzahl verschiedener Sanktionen verhängt, etwa Bußgelder, Schandstrafen (Pranger), Verbannung aus der Stadt (vor allem gegen Landstreicher und Kleinkriminelle), drakonische Körperstrafen (Prügelstrafen, Abhacken von Gliedmaßen, Blendung, Abschneiden der Ohren, …) oder Todesstrafen (Enthaupten, Erhängen, Verbrennen, Rädern), die meist öffentlich vollzogen wurden.

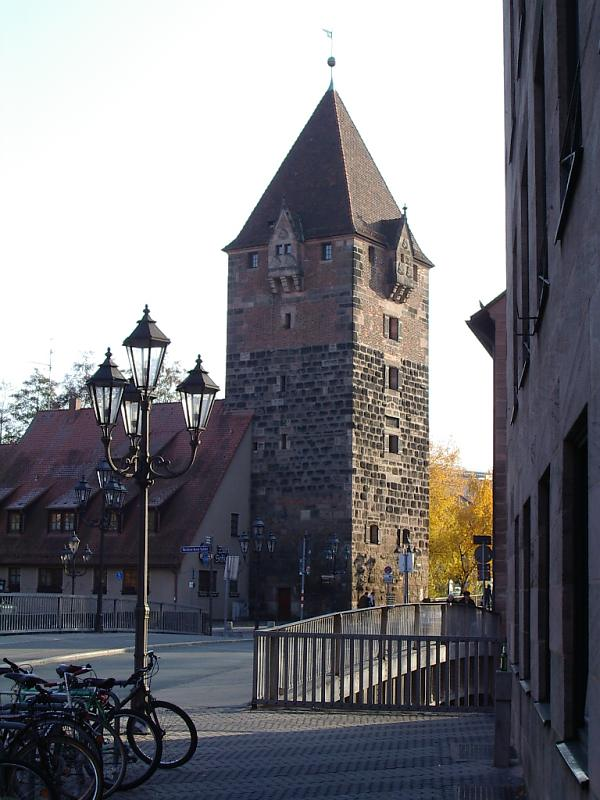
Schuldturm in Nürnberg: Türme, die zur Stadtmauer gehörten, wurden oft als Gefängnisse genutzt.

Freiheitsentzug als eigenständige Strafe existierte im Grunde nicht, Menschen wurden meist nur temporär in Gefängnisse gesperrt, entweder im Sinne einer Untersuchungshaft oder bis sie ihre eigentliche Strafe erhielten.
In erster Linie dienten Gefängnisse also der Sicherung, etwa um Angeklagte bis zum Beginn ihrer Verhandlung festzuhalten oder Verurteilte bis zur Vollstreckung ihrer Todesstrafe. Ein prominentes Beispiel ist Sokrates, der die Zeit bis zu seiner Hinrichtung im Gefängnis verbrachte. Ein prominenter Inhaftierter der römischen Gefängnisse ist der Apostel Paulus, der mehrere Gefängnisaufenthalte unter römischen Beamten erlitt, darunter etwa zwei Jahre lang in Cäsarea, um immer wieder verhört zu werden, bis er schließlich in Rom vom Kaiser persönlich befragt und letztendlich zum Tode verurteilt wurde. Die Bibel erzählt stellenweise darüber, ebenso antike Historiker. Auch Schuldner wurden inhaftiert, bis sie ihre Gläubiger bezahlt hatten (siehe auch Schuldgefängnis). Noch im 19. Jahrhundert bestanden in England bis zu 50 Prozent der Gefängnisinsassen aus Schuldnern.
Im Mittelalter dienten als Gefängnisse häufig Burgverliese, Keller von Rathäusern oder Türme, die Teil der Stadtmauern waren. Eine andere Form von Freiheitsentzug außerhalb von Gefängnissen bestand in Zwangsarbeit, etwa in Bergminen oder auf Galeeren. Mit der Entdeckung neuer Kontinente zu Beginn der frühen Neuzeit wurden Straftäter auch nach Übersee in die neugegründeten Kolonien verbannt.
Gefängnisse waren nicht selten Orte der peinlichen Befragung, die vom 13. bis ins 18. Jahrhundert von der Inquisition, später auch von Blutgerichten, angewendet wurde, um Geständnisse zu erwirken (vgl. Urgicht). Über Ketzer verhängte Todesstrafen konnten in manchen Fällen (etwa wenn die Angeklagten widerriefen) in lebenslängliche Haft umgewandelt werden.

### Frühe Neuzeit
Erst im späten 16. Jahrhundert entstanden in vielen europäischen Ländern die ersten Vorläufer moderner Gefängnisse in Form von Arbeitshäusern und Zuchthäusern. Eine der ersten Einrichtungen dieser Art war das Arbeitshaus im Schloss Bridewell, das Eduard VI. Im Jahr 1555 auf Betreiben der anglikanischen Kirche einrichtete. Es wurde zum Vorbild für ähnliche Arbeitshäuser, die in englischsprachigen Raum oft „bridewells“ genannt wurden. In Amsterdam entstanden 1596 das Rasphuis und 1597 das Spinhuis als Arbeitshäuser für Männer bzw. Frauen, 1615 in Bern das Schallenhaus, das erste Gefängnis in der Schweiz. Ein Großteil der Insassen von Arbeits- und Zuchthäusern waren jedoch nicht Kriminelle, sondern vor allem Bettler und Landstreicher, also soziale Randgruppen, die in der Öffentlichkeit Anstoß erregten.

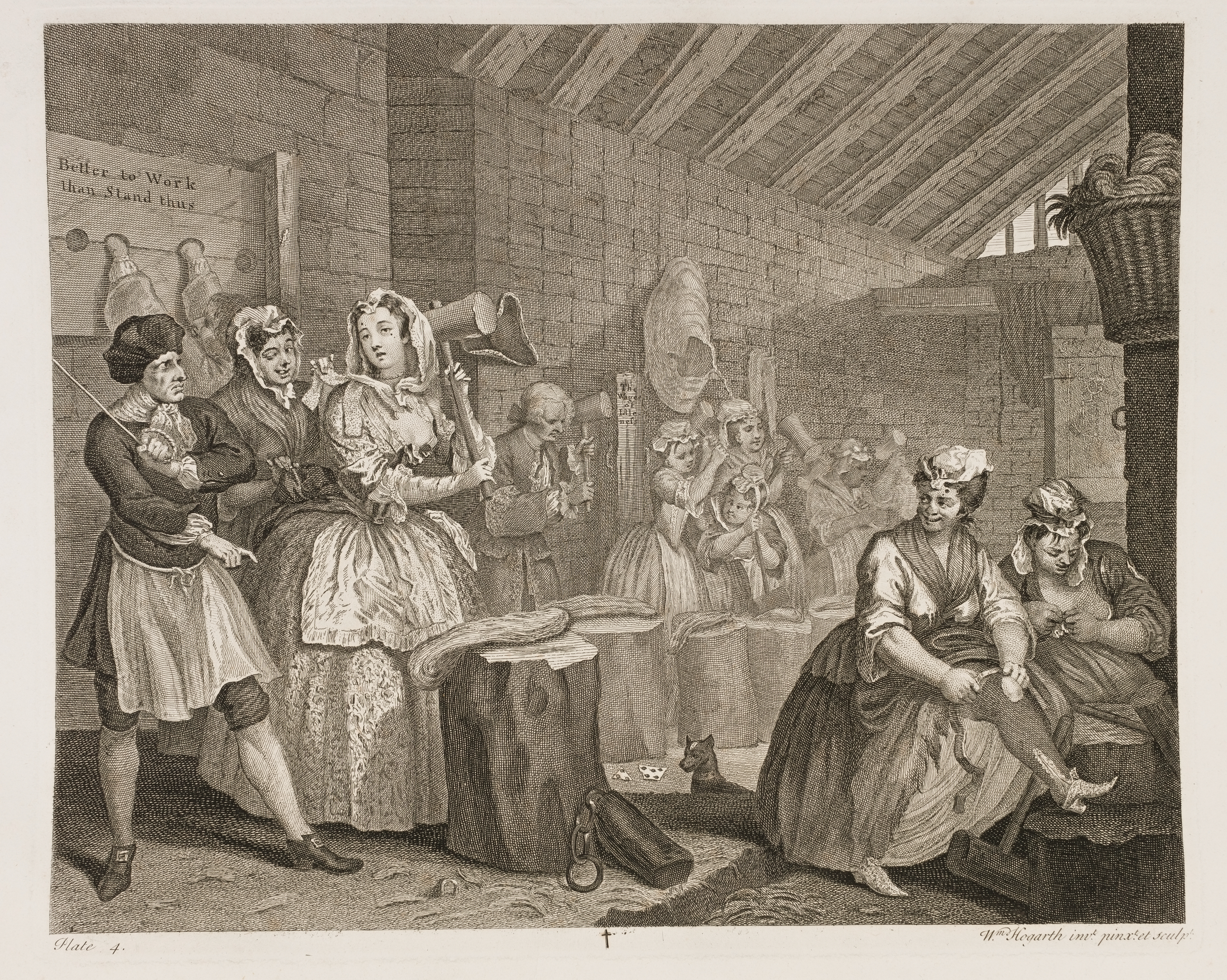
Zuchthäuslerinnen bei der Hanf-Verarbeitung im Bridewell Prison (William Hogarth, 1732)

Durch die Reformation hatte sich das Verhältnis der Gesellschaft zur Armut geändert: Galt Armut einst als gottgegebenes Schicksal, das durch Almosen gemildert werden musste, sah insbesondere der Calvinismus Armut als selbstverschuldet an. Im Zuge der moralischen Erneuerung der Reformation stand zudem die Bekämpfung von Lastern verstärkt im Fokus der Gesellschaft. Daher waren Zuchthäuser gewissermaßen „moralische Gefängnisse“, in denen auch Trunkenbolde, Prostituierte und Ehebrecher eingesperrt wurden und sich durch harte Arbeit und religiösen Unterricht bessern sollten.
Ab Ende des 16. Jahrhunderts entstanden zahlreiche Zuchthäuser in Deutschland: 1588 in Nürnberg, 1609 in Bremen, 1613 in Lübeck, 1622 in Hamburg, 1629 in Danzig, 1679 in Frankfurt, 1682 in München und 1712 Berlin. Oft wurden Arbeits- und Zuchthäuser von Familien geleitet, die von der billigen Arbeit der Insassen sowie von öffentlichen Zuschüssen lebten. Arbeitshäuser für Frauen wurden häufig „Spinnhäuser“ genannt, denn in ihnen wurde vor allem gewoben, gesponnen und Kleidung genäht.
Im Laufe der Zeit entwickelten sich die Zuchthäuser immer mehr zu „normalen“ Gefängnissen, in denen auch tatsächliche Verbrecher eingesperrt wurden. Gleichzeitig verwahrlosten die Gefängnisse, die sich häufig selber finanzieren mussten, im 17. und 18. Jahrhundert immer mehr. Die zahlreichen Todes- und Körperstrafen waren in Folge der Reformation und später der Aufklärung immer stärker kritisiert worden, was zu einem Rückgang dieser Strafen geführt hatte. Gefängnisse galten als humane Alternative, was jedoch zu steigender Überfüllung derselben führte.

### 18. und 19. Jahrhundert
Eine erste umfassende Kritik sowie Reformvorschläge für das Gefängniswesen schlug der englische Calvinist John Howard vor: 1773 wurde er High Sheriff von Bedfordshire, als solcher war er auch für die lokalen Gefängnisse zuständig. Howard war von den dort herrschenden Zuständen entsetzt, seine Beschwerden an die übergeordneten Behörden zeigten jedoch keine Wirkung. In den folgenden Jahren unternahm Howard viele Reisen durch Großbritannien und Kontinentaleuropa, auf denen er zahlreiche Gefängnisse besichtigte. 1777 veröffentlichte er das Buch The State of the Prisons in England and Wales, in dem er die damaligen Gefängnisse folgendermaßen beschrieb: „(…) Kloake, Verbrecherschule, Bordell, Spielhölle und Schnapskneipe, nur nicht eine Anstalt im Dienste des Strafrechts und der Verbrechensbekämpfung.“

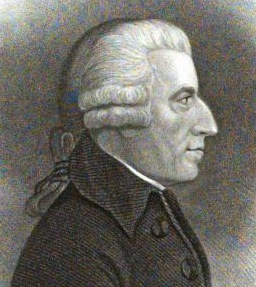
John Howard (1726–1790)

Howard forderte, Gefängnisse in wesentlichen Punkten zu reformieren:
- sinnvolle Arbeit für die Gefangenen und gerechte Entlohnung
- Kampf gegen Faulheit, Glücksspiel und Alkohol
- gesunde Ernährung
- hygienische Zustände durch Einrichtung von Bädern etc.
- ein Stufenvollzugssystem, in dem Gefangene durch gute Führung Hafterleichterungen erlangen können
- Einzelhaft, um eine kriminelle Ansteckung zu verhindern
- ausreichende Bezahlung der Wärter
- regelmäßige Kontrollen der Gefängnisse durch die Aufsichtsbehörden

Viele von Howards Vorschlägen wurden im Laufe der Zeit von der englischen Gesetzgebung aufgenommen und umgesetzt. In Deutschland wurden Howards Ideen vor allem durch den evangelischen Anstaltsgeistlichen Heinrich Balthasar Wagnitz verbreitet.
Parallel zu Howard gab es auch in den Vereinigten Staaten Gefängnis-Reformen, die unter anderem Vorbild für Reformen in Deutschland waren. Wichtige Impulse gingen von der Religionsgemeinschaft der Quäker aus, die eine Abschaffung von Todes- und Prügelstrafen forderte und auf Missstände in Gefängnissen aufmerksam machte. Pennsylvania war eine Hochburg der Quäker, 1787 wurde hier die „Philadelphia Society for Alleviating the Miseries of Public Prisons“ gegründet. Sie setzte 1821 den Bau des Eastern State Penitentiary durch, wo die Gefangenen nach den religiösen Vorstellungen der Quäker zu einem Leben mit Gott zurückfinden sollten.
Dies sollte durch strenge Isolation erreicht werden: Die Häftlinge waren in Einzelzellen untergebracht, durften nicht miteinander kommunizieren und erhielten nur Besuch von Anstaltsgeistlichen. Die einzige erlaubte Lektüre war die Bibel. Die Häftlinge sollten in der Einsamkeit zu Reue und Umkehr gelangen. Charles Dickens, der das Gefängnis 1842 besucht hatte, kritisierte das „Pennsylvania system“ als „cruel and wrong“.
Das Eastern State Penitentiary war eines der ersten Gefängnisse in Panoptikon-Bauweise, bei dem rund um ein Zentrum strahlenförmig Zellen(trakte) gruppiert sind (siehe #Bauweise von Gefängnissen). 1848 wurde in Bruchsal das erste deutsche Gefängnis in Panoptikon-Bauweise eröffnet, 1849 folgte Berlin-Moabit.
Anders als das „solitary system“ im Eastern State Penitentiary galt im 1818 eröffneten Auburn State Prison in New York das „silent system“: Die Häftlinge durften nicht miteinander kommunizieren, wurden dazu aber nicht isoliert. Stattdessen drohten ihnen bei dem kleinsten Verstoß Prügelstrafen. Nur nachts wurden sie in Einzelzellen untergebracht, tagsüber mussten sie gemeinsam Arbeit verrichten. In den USA setzte sich das „Auburn system“ für die meisten Gefängnisse durch.

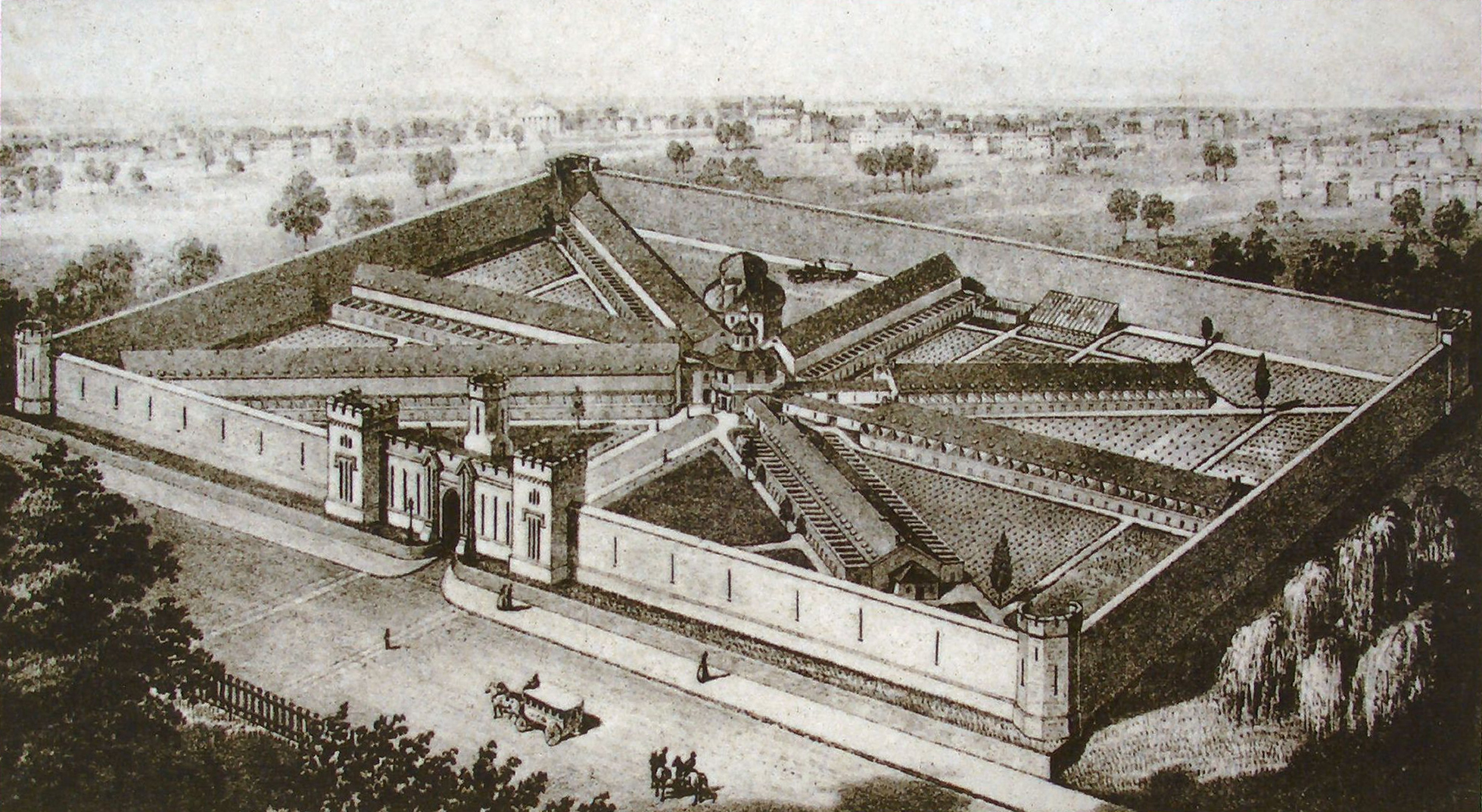
Eastern State Penitentiary (1855)

1842 wurde in London nach dem Vorbild des Eastern State Penitentiary das Gefängnis Pentonville eröffnet. Hier galt das mehrstufige „progressive system“: Nur zu Anfang ihrer Haftstrafe mussten die Gefangenen in Einzelhaft, danach konnten sie je nach ihrem Verhalten drei Stufen erleichterter Haft auf- oder absteigen und bei guter Führung auch früher entlassen werden.
Michel Foucault verortete die Entwicklung des modernen Gefängnisses zwischen der Mitte des 18. und der Mitte des 19. Jahrhunderts: War es im 18. Jahrhundert noch üblich, Straftäter in aller Öffentlichkeit brutal hinzurichten, ist diese Praxis nur ein Jahrhundert später fast völlig verschwunden. An ihre Stelle ist ein komplexes, systematisches und totales Gefängniswesen getreten, das die Delinquenten und deren Leiden vor der Öffentlichkeit verbirgt. Foucault konstatiert für das frühe 19. Jahrhundert: „Die Bestrafung hat allmählich aufgehört, ein Schauspiel zu sein.“

### Entwicklung in Deutschland
In Preußen waren nach der Einführung des Preußischen Landrechts von 1794 die Körperstrafen weitestgehend durch Haftstrafen ersetzt worden. Angeregt durch die Entwicklungen in England und den USA entwarf das preußische Justizministerium 1804 den „Generalplan zur Einführung einer besseren Criminal-Gerichts-Verfassung und zur Verbesserung der Gefängnis- und Straf-Anstalten“. Dieser ging von folgenden Grundprinzipien aus:
- Unterscheidung zwischen besserungsfähigen Straftätern und unverbesserlichen Kriminellen
- Trennung von Untersuchungs- und Strafhaft
- erste Ansätze eines Stufenstrafvollzugs
- Betonung des Erziehungs- und Besserungsgedankens
- Arbeit als bevorzugte Erziehungsmethode
- Unterstützung nach der Entlassung

Zu Beginn des 19. Jahrhunderts entstanden die ersten privaten Gefängnisgesellschaften und Gefangenenfürsorgevereine, zum Beispiel die „Rheinisch-Westfälische Gefängnisgesellschaft“ von Theodor Fliedner. Diese meist religiös motivierten Gesellschaften sollten Häftlingen und Entlassenen Ausbildungsmöglichkeiten und religiöse Erneuerung zukommen lassen.
Nach der Reichseinigung trat 1871 das Reichsstrafgesetzbuch in Kraft, das vier Arten von Haft vorsah:
- Zuchthaus mit Arbeitspflicht (1 Jahr bis lebenslänglich)
- Gefängnis mit Recht auf Arbeit (1 Tag bis 5 Jahre)
- Festungshaft
- Arbeitshaus bei Landstreicherei, Trunksucht, Arbeitsscheu, gewerbsmäßiger Unzucht (bis zu 2 Jahre)[22]

Die Festungshaft war eine bereits zuvor existierende Haftstrafe für Angehörige höherer Schichten: Politiker, Offiziere und Adlige, die sich eines Vergehens schuldig gemacht hatten, wurden zum Teil in bewachten Räumen inhaftiert, die durchaus komfortabel sein konnten.
Wissenschaftlich untersucht wurde das Gefängniswesen im 19. Jahrhundert unter anderem von dem Hamburger Arzt Nikolaus Julius, der in den 1840er Jahren Vorlesungen zum Thema „Gefängniskunde oder über die Verbesserung der Gefängnisse“ hielt. Der Rechtswissenschaftler Franz von Liszt sprach sich für ein stufenweises Haftsystem aus und unterschied drei wesentliche Ziele von Gefängnissen („Marburger Programm“ von 1882):
- Besserung von Straftätern, die besserungsfähig und -willig sind
- Abschreckung von Straftätern, die nicht besserungswillig sind.
- Verwahrung von Straftätern, die nicht besserungsfähig sind

### Weimarer Republik und Nationalsozialismus
1923 vereinbarten die Länder der Weimarer Republik in den Reichsratsgrundsätzen, dass der Strafvollzug nicht mehr unter der Maßgabe von Abschreckung und Vergeltung stehen sollte. Dunkelhaft und Schläge als Mittel der Disziplinierung wurden abgeschafft. Die Gefangenen wurden klassifiziert und der Strafvollzug lief stufenweise ab.
Diese Entwicklung kehrte sich 1933 nach der Machtübernahme der Nationalsozialisten jäh um: Nun orientierte sich der Strafvollzug wieder in erster Linie an Vergeltung und Abschreckung. Die Gefängnisse füllten sich unter anderem wegen mehrerer Verschärfungen des Strafrechts und der Einführung neuer Straftatbestände. Während die Geldstrafen abnahmen, nahmen die Freiheitsstrafen zu, auch Todesstrafen wurden wesentlich häufiger verhängt. Parallel zum regulären Gefängniswesen entwickelten sich die Konzentrationslager, die Grenzen zwischen beiden Systemen verwischten jedoch in der Zeit des Nationalsozialismus mehr und mehr. Vor allem gegen politische Häftlinge herrschte Willkür.

### Nachkriegszeit bis Gegenwart
Die Gefängnisse der Nachkriegszeit waren oft überbelegt, das Personal nicht qualifiziert. Mit der Einführung des Grundgesetzes 1949 wurde die Todesstrafe in der BRD abgeschafft. 1957 wurde die Strafe auf Bewährung eingeführt. Die Große Strafrechtsreform schaffte 1970 die diversen Freiheitsstrafen wie Zuchthaus usw. ab und führte eine einheitliche Freiheitsstrafe ein, die nunmehr in Justizvollzugsanstalten vollzogen wurde. Bis 1977 wurde der Strafvollzug in der Bundesrepublik nur durch Verwaltungsvorschriften geregelt. Dies änderte sich mit dem Strafvollzugsgesetz (StVollzG), das 1977 in Kraft trat: Gefängnisse sollten nun in erster Linie der Resozialisierung dienen, weshalb das Leben im Vollzug den Lebensbedingungen außerhalb des Gefängnisses weitgehend angeglichen werden sollten. Zudem sollten schädliche Auswirkungen des Freiheitsentzuges vermindert werden.
Vor allem mit Hinblick auf den Resozialisierungsgedanken gibt es gegenwärtig verschiedene Formen abgemilderter Haftstrafen und des offenen Vollzugs: Bei letzterem verbringen Häftlinge lediglich die Nacht im Gefängnis und können tagsüber zu ihrer Familie und ihrer Arbeit nachgehen. Auf diese Weise bleibt der Häftling sozial eingebunden. Eine andere Variante ist die „Freizeitstrafe“, die in der Schweiz und den Niederlanden angewendet wird: Sie sieht vor, dass Häftlinge nur an den Wochenenden ins Gefängnis müssen.
Der Schweizer Jurist Benjamin F. Brägger sieht vom Mittelalter bis in die Gegenwart insgesamt eine Humanisierung des Strafwesens, die noch nicht abgeschlossen sei: „Wie einst die Freiheitsstrafe die Todes- und Körperstrafen zurückdrängte, befinden wir uns in einer Phase, in welcher immer häufiger neue, nicht freiheitsentziehende Sanktionen den Gebrauch der Freiheitsstrafe einschränken, ja verdrängen. Es sei hier nur kurz an die gemeinnützige Arbeit, an den elektronisch überwachten Hausarrest oder an die strafprozessuale Mediation hingewiesen.“

## Bauweise von Gefängnissen
Ein Gefängnis ist üblicherweise ein Gebäude, das von einer gesicherten hohen Mauer oder einem entsprechenden Zaun umgeben ist. Innerhalb der Mauer befinden sich ein oder mehrere Zellentrakte, in denen die Gefangenen untergebracht sind. Die Fenster der Zellen sind im geschlossenen Vollzug vergittert, im offenen Vollzug möglicherweise unvergittert. In der Regel sind die Insassen in Einzelhafträumen untergebracht; siehe auch Strafkolonie. Die gebräuchlichsten Bauformen von Gefängnissen sind die Kammbauweise und Kreuzbauweise. Diese Bauformen eignen sich besonders zur Trennung von unterschiedlichen Gefangenen, zum Beispiel von Untersuchungs- und Strafhäftlingen.

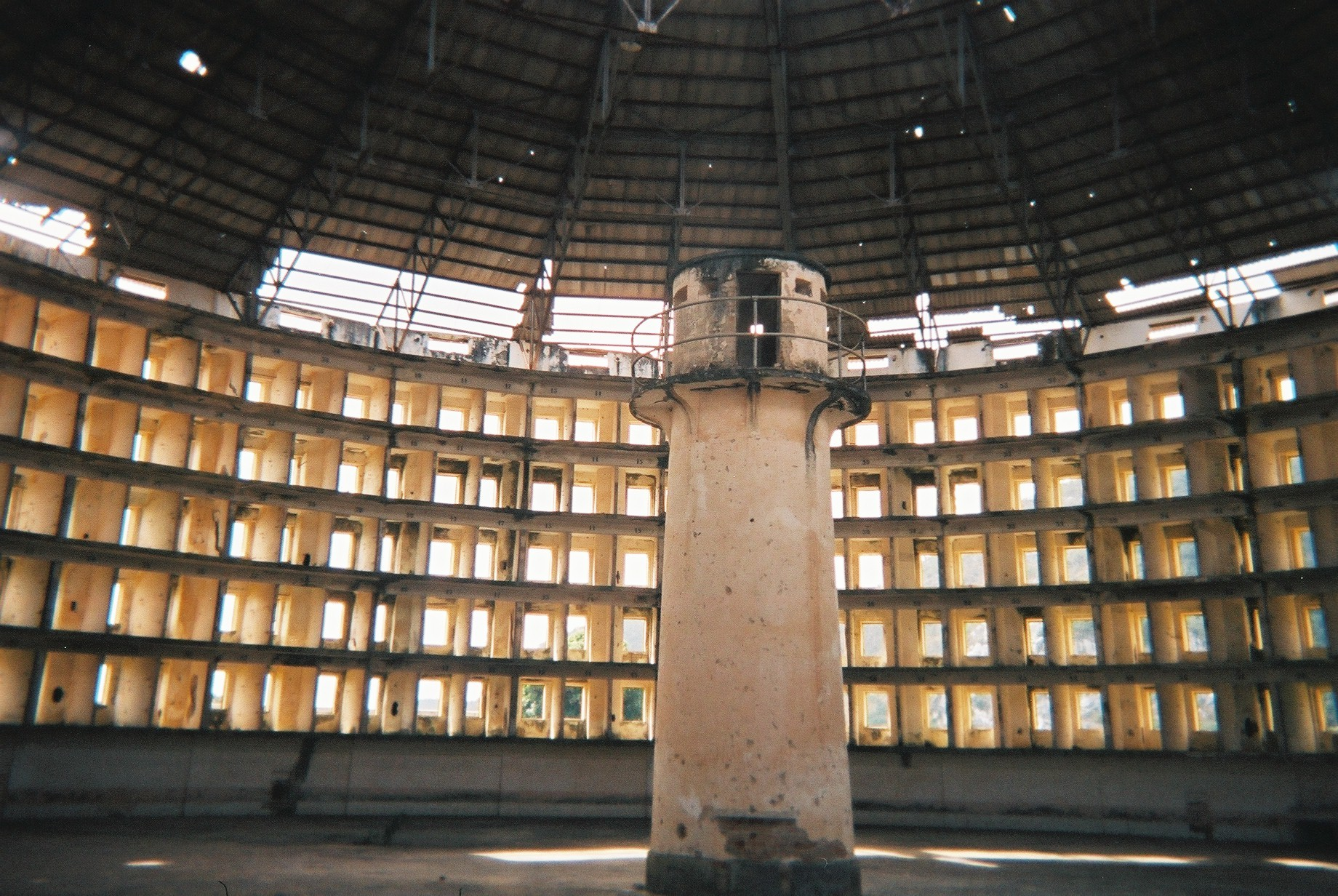
Innenansicht des historischen Presidio Modelo auf der kubanischen Isla de la Juventud

Hervorzuheben ist das Panopticon- oder Bentham-Design, welches Ende des 18. Jahrhunderts in England entworfen wurde. Hauptbestandteil dieser Idee war, dass alle Zellen kreisförmig angeordnet sind und dass jede Zelle von einem zentralen Punkt einsehbar ist (siehe Abbildung). So kann eine geringe Zahl von Justizvollzugsbeamten eine möglichst große Zahl von Insassen beaufsichtigen. Die Gefangenen bekommen so das Gefühl, ständig kontrolliert zu werden – weil sich der Beaufsichtigende nur umzudrehen braucht, um eine andere Person zu beobachten. Das Verhältnis zwischen effektiv ausgeübter Kontrolle und Selbstkontrolle der Häftlinge ist besonders günstig.
Diese Bauweise, obwohl eigentlich für das Beaufsichtigen von Fabrikarbeitern entworfen, hätte 1811 zum ersten Mal in einem Gefängnisbau verwendet werden sollen. Das Projekt wurde abgebrochen, aber die Panopticon-Idee beeinflusste einige Gefängnisbauten der viktorianischen Zeit. Eine Abwandlung des Prinzips bestand darin, dass von einem zentralen Punkt aus alle sternförmig verlaufenden Korridore eingesehen werden können.
Das Pentonville-Gefängnis in London zeigt die Merkmale eines Panopticon-Baus.
Eine Sonderbauform war das Karussellgefängnis, wo ein Zugang abwechselnd zu mehreren Zellen führte.
In modernen, mit Bewegungsmeldern und Überwachungskameras ausgestatteten Justizvollzugsanstalten spielen diese direkten optischen Kontrollmöglichkeiten nur noch eine untergeordnete Rolle. Seit Inkrafttreten des Strafvollzugsgesetzes im Jahr 1977 wird in Deutschland die bauliche Unterteilung einer Anstalt in einzelne abgeschlossene Abteilungen als sinnvoller angesehen, da dadurch die räumliche Trennung und die differenzierte Behandlung der unterschiedlichen Gefangenengruppen besser ermöglicht wird.
Die Geschichte der Gefängnisarchitektur wurde auch aus kunsthistorischer Sicht beschrieben.
Eine Sonderform des Gefängnisses stellen Gefängnisschiffe dar. Diese existieren oder existierten vorrangig in Großbritannien und den USA. Sie können entweder fest vertäut in einem Hafen oder bis zu mehrere Kilometer vor den Küsten des jeweiligen Landes liegen. Gefängnisschiffe werden heute von einigen Staaten als kostengünstige Alternative angesehen, um überbelegte Gefängnisse zu entlasten. Sie werden nach militärischen Standards gebaut und weisen beispielsweise besonders stabile Stahlwände im gesamten Schiff auf. Zudem gelten im Unterschied zu herkömmlichen Gefängnissen besondere Regelungen, da beispielsweise Brände oder Aufstände verheerende Konsequenzen haben können.

## Alltag

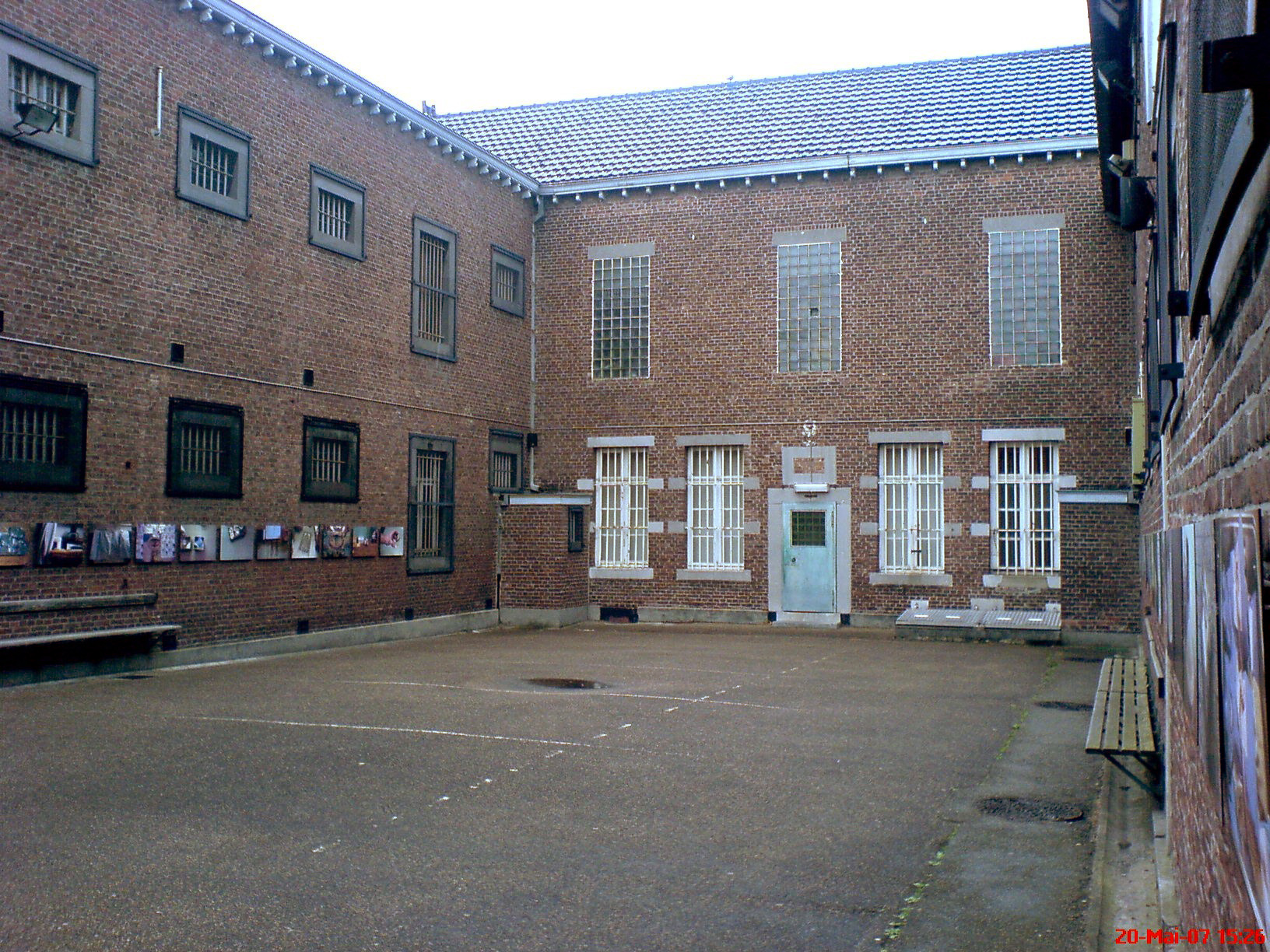
Gefängnisinnenhof in Tongern

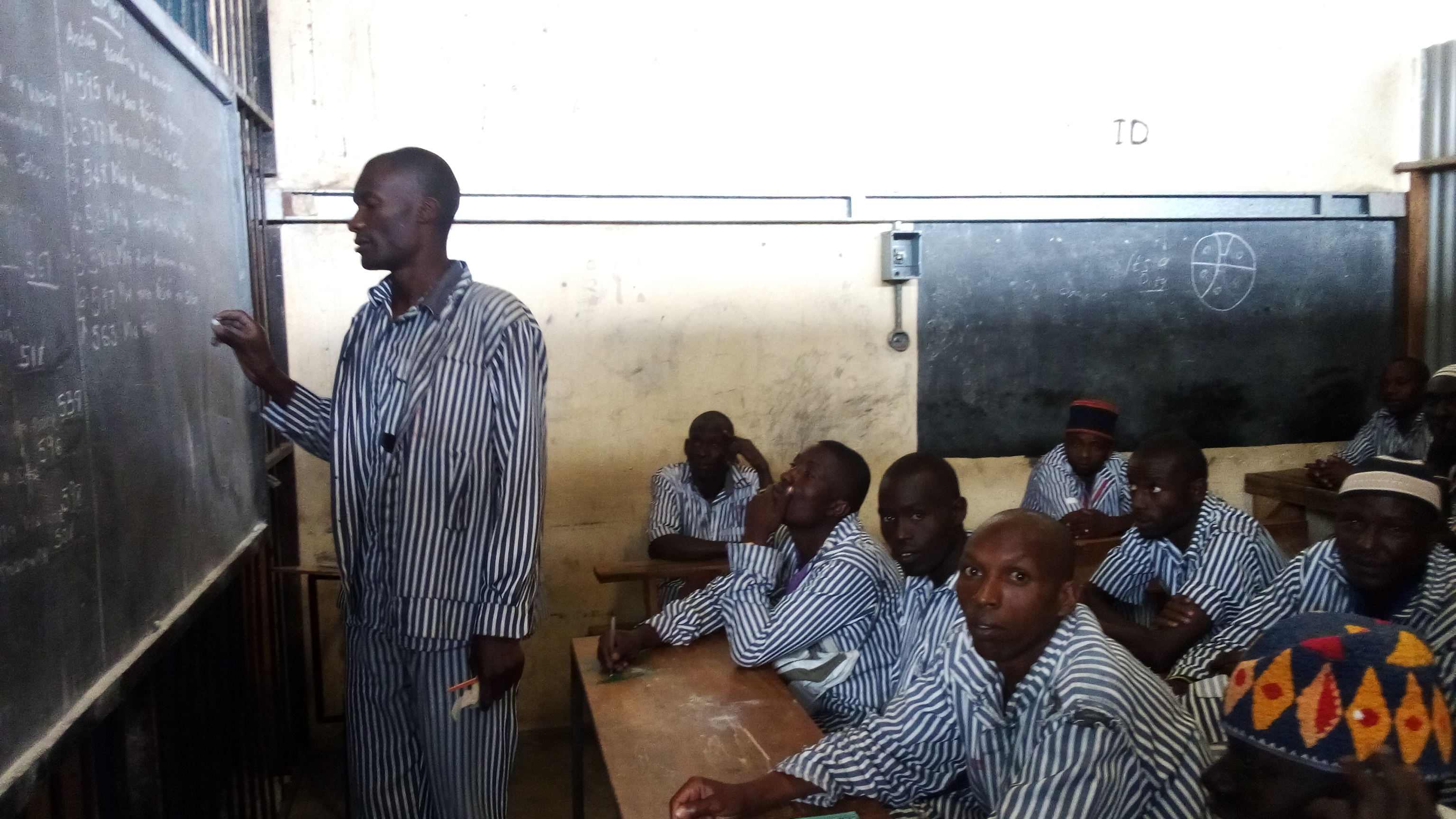
Unterricht durch andere Gefangene in Kenia

Gefängnisse dienen – neben der Untersuchungshaft, verschiedenen Arten von Zivilhaft, Ordnungshaft sowie Abschiebungshaft – dem Vollzug der Freiheitsstrafe: Häftlinge dürfen das Gefängnisgebäude nicht verlassen, ihre Bewegungsfreiheit ist eingeschränkt. Das heißt, ein Aufenthalt im Gefängnis ist kein Verzicht auf (bescheidenen) Komfort, sondern der Zwang, sich für eine bestimmte Zeit im Gefängnisgebäude aufzuhalten. Innerhalb des Gefängnisses unterliegt der Gefangene der sogenannten Platzgebundenheit: Er hat sich bezüglich seines Aufenthaltsortes an die Weisungen der Bediensteten zu halten.
Je nach Land und je nach individuellen Restriktionen ist es üblich, dass Häftlinge die Gelegenheit erhalten, in ihrer Freizeit Spiel und Sport zu betreiben. Fernseher in den Hafträumen sind mittlerweile die Regel, soweit sich der Gefangene die Anschaffung leisten kann. Die wenigsten Gefangenen haben Zugang zu Computern oder dem Internet. Ob Häftlingen der Zugang zum Internet erlaubt werden sollte (und in welchem Maße), wird immer wieder diskutiert, da dies zur Resozialisierung beitragen könne. Gleichzeitig bestehen Bedenken, dass über das Internet kriminelle Aktivitäten stattfinden könnten und ein Internetzugang nicht mit der Idee der Freiheitsstrafe zu vereinbaren ist. In Berliner Rechtsausschuss wurde 2016 der Antrag für das Pilotprojekt „Resozialisierung durch Digitalisierung“ gestellt. Am 18. Januar 2017 entschied der Europäische Gerichtshof für Menschenrechte (EGMR), dass die Verweigerung von Online-Informationen zu Bildungszwecken einen Verstoß gegen die Informationsfreiheit darstellt. Auslöser dafür war die Klage eines litauischen Gefangenen, der sich im Internet über Weiterbildungsmöglichkeiten informieren wollte, dies war ihm jedoch verwehrt worden. Einen allgemeinen Anspruch auf Internetzugang könnten Gefängnisinsassen laut EGMR jedoch nicht aus dem Urteil ableiten.
Der Bezug von Zeitungen und Zeitschriften ist erlaubt (§ 68 StVollZG). Des Weiteren gibt es Gefangenenbibliotheken und andere Möglichkeiten zum Zeitvertreib.
In einigen Ländern, wie zum Beispiel Österreich, gibt es für die Gefangenen im geschlossenen Strafvollzug die Möglichkeit, ihren Lebenspartner in privater Atmosphäre zu treffen.
Zwar ist das Zuchthaus inzwischen abgeschafft, wo die Häftlinge mit Zwangsmitteln zur harten körperlichen Arbeit (zum Beispiel Steinbrucharbeiten, Torfstechen) angehalten wurden; die Gefangenen sind aber sehr wohl zur Arbeit verpflichtet (Deutschland: § 41 Strafvollzugsgesetz): Arbeit ist ein zentrales Element des modernen Behandlungsvollzugs. In Deutschland gilt dies, sobald sich der Gefangene in Strafhaft befindet. Arbeitsverweigerung wird deshalb disziplinarisch bestraft. Jugendliche Gefangene sind aus erzieherischen Gründen grundsätzlich zur Arbeit verpflichtet. Viele Gefangene arbeiten in anstaltseigenen Betrieben wie der Wäscherei, in der Schneiderei, in Werkstätten auf dem Gefängnisgelände, als Reiniger, in der Bäckerei oder in der Küche der Einrichtung, um Geld zu verdienen. Nach JVollzGB kann der Gefangene über einen Teil seines Lohnes (in Deutschland 3/7, das sogenannte Hausgeld) frei verfügen (zum Beispiel für Einkäufe im Gefängniskiosk, für Zigaretten etwa), ein anderer Teil (in Deutschland 4/7, Überbrückungsgeld) kann als Rücklage für die Zeit nach der Entlassung dienen, aber auch in einem gewissen Rahmen zur Schuldentilgung herangezogen werden. Sondergeld kann von Außenstehenden bis zu einer gewissen Höhe und mit Verwendungseinschränkungen für den Gefangenen eingezahlt werden. Ähnliche Regelungen gelten in Österreich und der Schweiz.

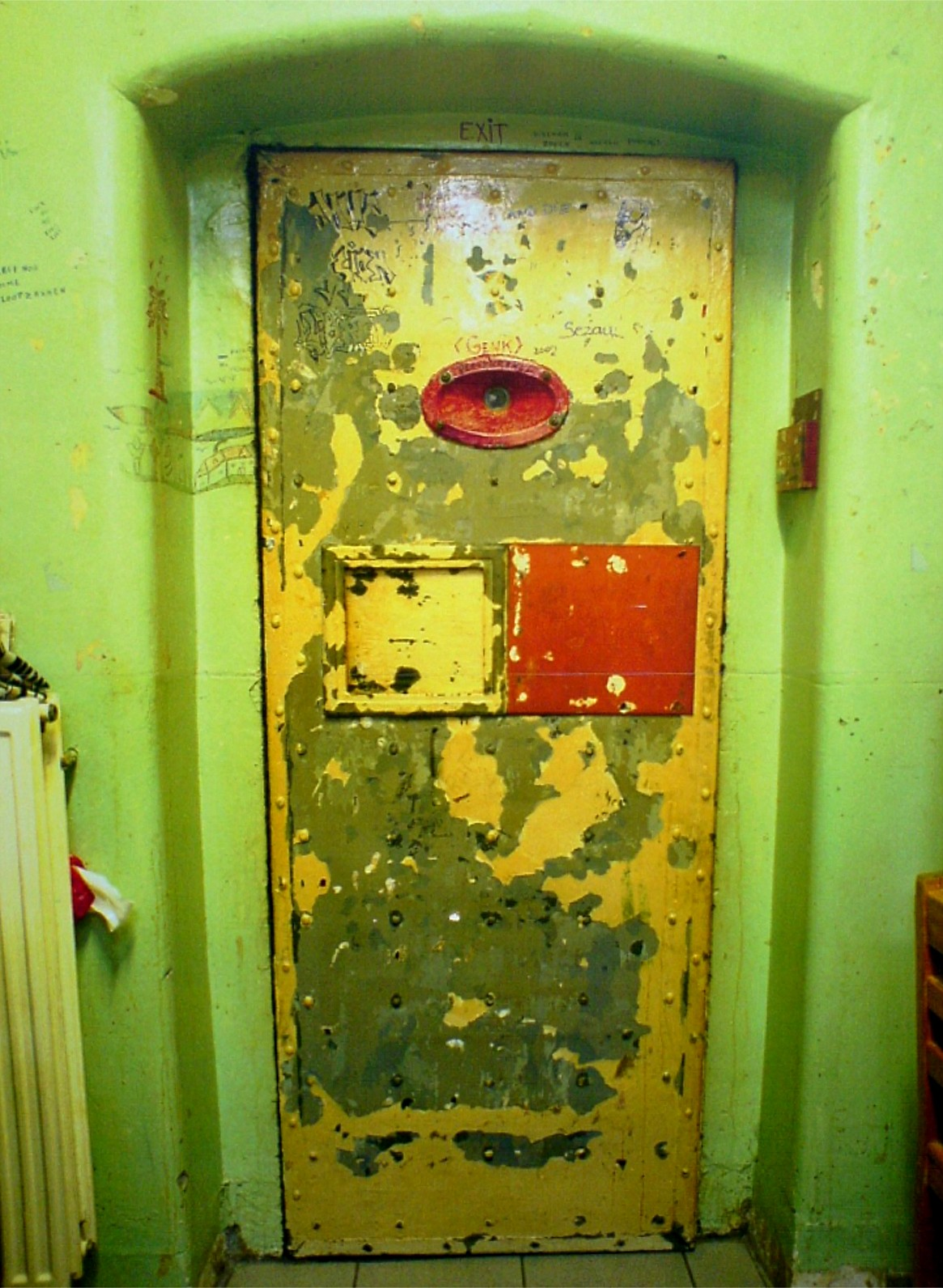
Innentür (Tongern in Belgien)

Das Arbeitsentgelt wird nach der Leistung des Gefangenen und der Art der Arbeit entsprechend der Strafvollzugsvergütungsordnung in fünf Stufen gewährt. Der durchschnittliche Stundenverdienst eines Gefangenen lag 2005 bei ungefähr 1,35 €.
Ein üblicher Tagesablauf sieht etwa wie folgt aus:
- 6:00 Uhr: Wecken und Aufschluss, Ausgabe der Frühstückskost
- 7:00 Uhr: Ausrücken zur Arbeit, Arbeit nach Anordnung
- 12:00 Uhr: Mittagessen, danach weitere Arbeit
- 16:00 Uhr: Freizeit (Hofgang, Sport- und Freizeitgruppen, Umschluss)
- 18:00 Uhr: Abendessen
- 21:00 Uhr: Einschluss (Gefängnissprache: Pop Shop)

Dieser Tagesablauf kann von Anstalt zu Anstalt variieren (zum Beispiel späterer Aufschluss und/oder Einschluss bereits um 16:00 Uhr).
Die Abläufe im Gefängnis sind hoch standardisiert und bürokratisch festgelegt. Die Gefangenen müssen beispielsweise auf einem Laufzettel einen Antrag stellen, wenn sie innerhalb des Gefängnisses das Stockwerk verlassen wollen. Anliegen müssen schriftlich in Form eines Rapportzettels beantragt werden. In der Justizvollzugsanstalt Mannheim etwa fallen für rund 900 Gefangene 100.000 Laufzettel und 150.000 Rapportzettel an.
Juristische Einspruchsmöglichkeiten gestalten sich für Gefangene oftmals schwierig. So werden mitunter erfochtene Urteile in Strafvollzugssachen zugunsten eines Gefangenen von Gefängnisleitungen ignoriert, was beispielsweise in Bayern mehrfach vom Bundesverfassungsgericht gerügt wurde. Da dies keine Einzelfälle sind, sprechen Kriminologen von „renitenten Strafvollzugsbehörden“.
Anmerkung: Zu grundsätzlichen Informationen über den Ablauf einer Gefängnisstrafe von der Aufnahme bis zur Entlassung siehe Strafvollzug.

## Gefängnistypen

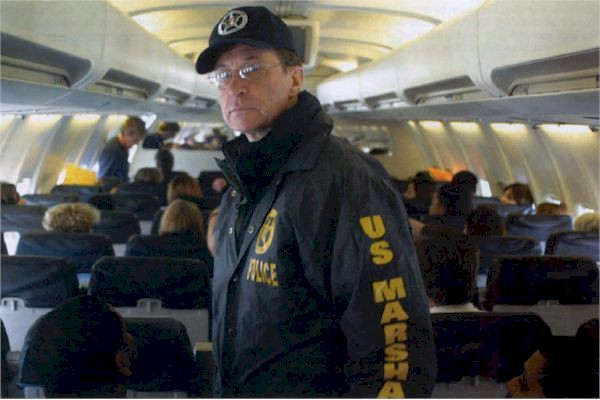
Ein US Marshal des JPATS während eines Gefangenentransportes per Flugzeug

Gefängnisse sind nicht nur von der Außenwelt abgeschirmte Anstalten, sondern auch Gefangenenlager, Gefängnisinseln, Fahrzeuge, zum Beispiel Flugzeuge und Gefängnisschiffe, die für Gefangenentransporte verwendet werden. Haftzellen gibt es auch in vielen Gerichten und Polizei-Stationen der Welt.

### Deutschland

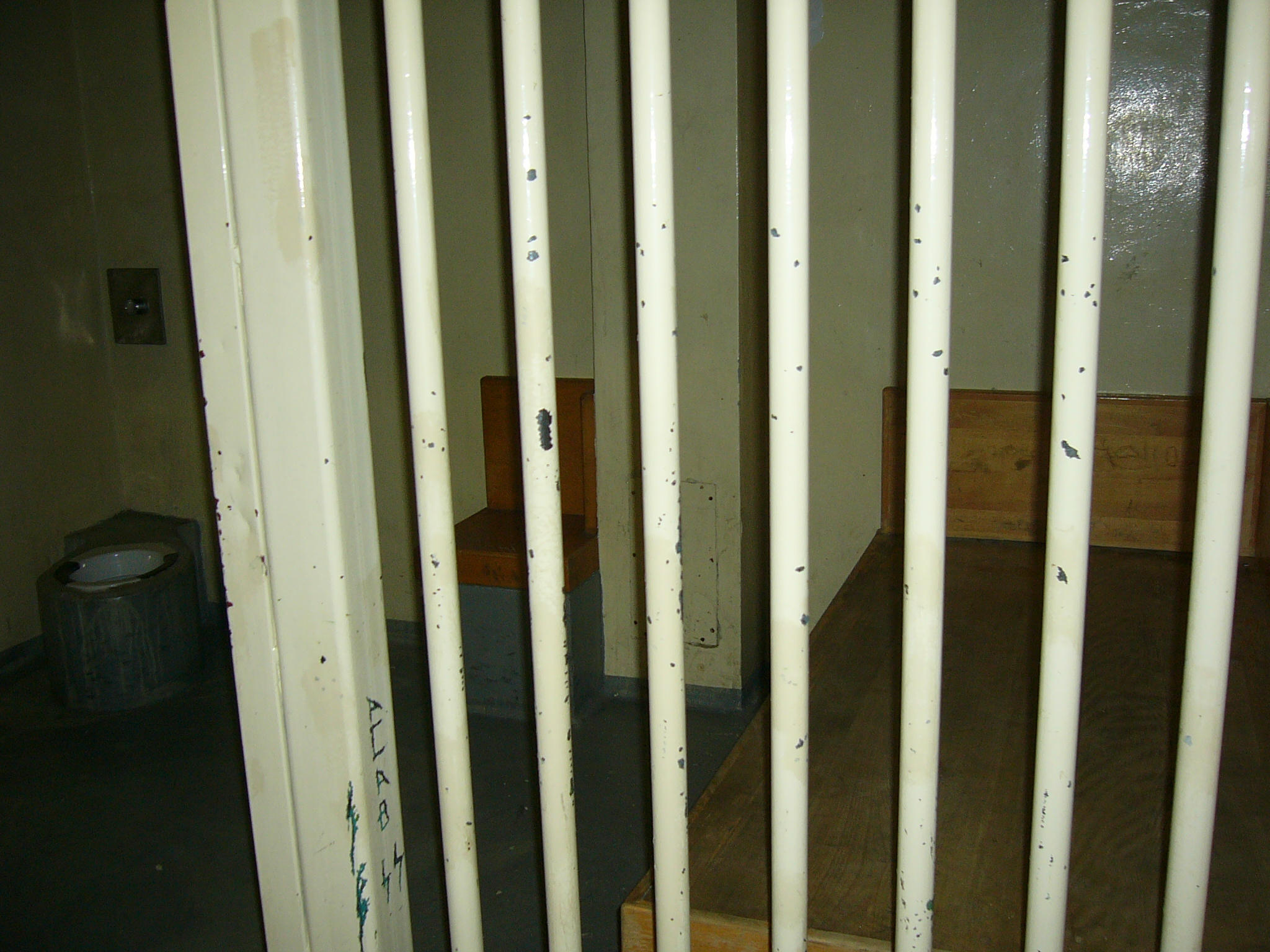
Haftzelle der deutschen Polizei

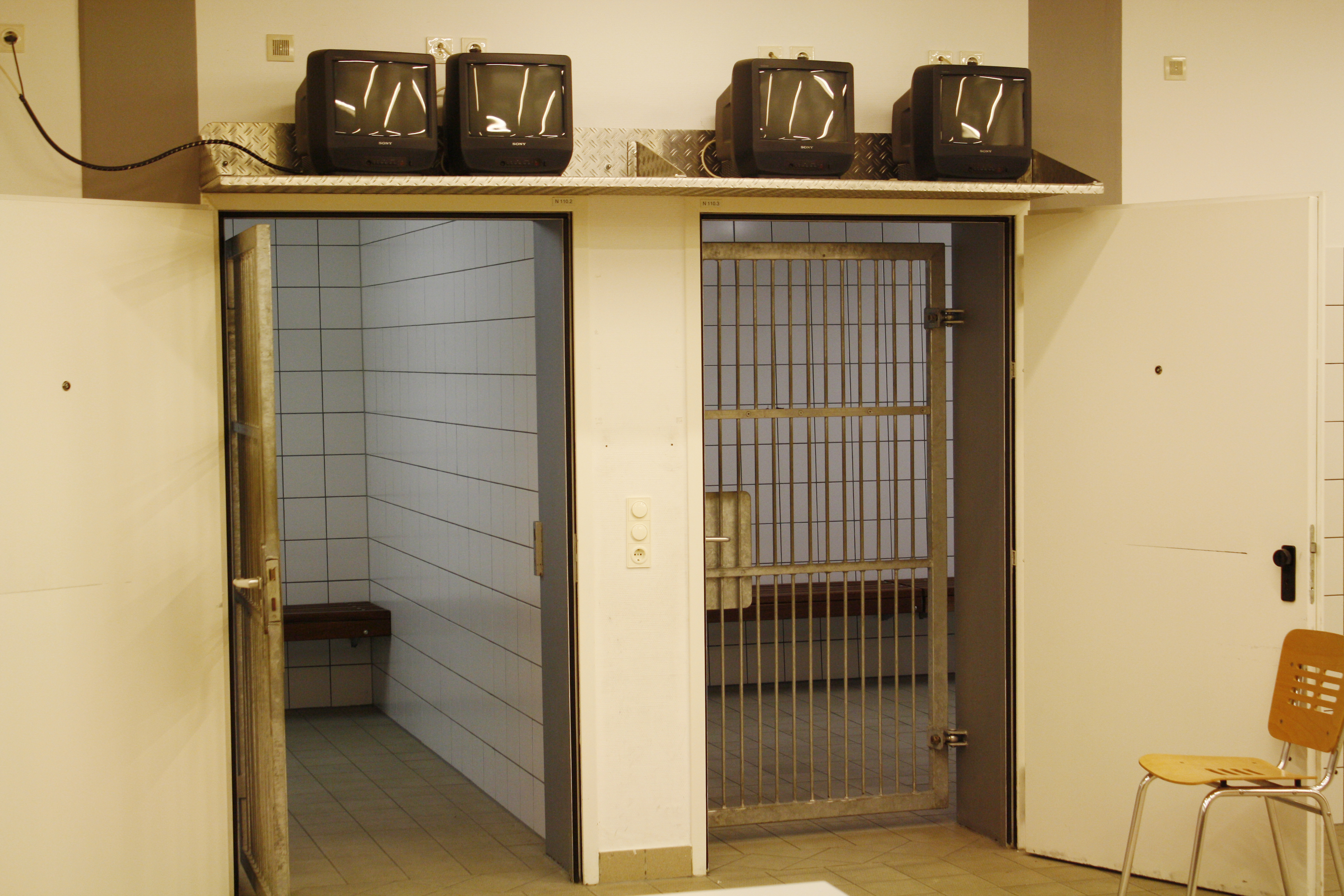
Sammelzellen im Signal-Iduna-Park in Dortmund. Für jeden Fanblock gibt es separate Zellen.

In Deutschland gibt es offene, geschlossene und halboffene Strafanstalten. Bei den auch einer breiten Öffentlichkeit bekannten Gefängnissen handelt es sich zumeist um Anstalten des geschlossenen Vollzugs. Die in besonders gesicherten Gefängnissen mit baulicher Abgrenzung zur Außenwelt eingewiesenen Gefangenen befinden sich in der Regel rund um die Uhr in der Einrichtung. In der Halbgefangenschaft, dem offenen Vollzug, ist es dem Gefangenen dagegen erlaubt, tagsüber die Einrichtung zu verlassen, um einer geregelten Arbeit nachzugehen. Für den offenen Vollzug kommen nur diejenigen Gefangenen in Betracht, die den besonderen Anforderungen dieser Haftart genügen.
Die deutschen Strafvollzugsgesetze sehen eine Trennung von Erwachsenen und Jugendlichen, Frauen und Männern sowie Strafgefangenen und Untersuchungsgefangenen bzw. Sicherungsverwahrten vor, zum Teil auch darüber hinausgehende Differenzierungen. Eine andere wichtige Einteilung richtet sich nach der Straflänge. Für Täter, die Sexual- oder andere Gewaltdelikte begangen haben, gibt es Sozialtherapeutische Anstalten. Hier werden in einem therapeutischen Setting wesentlich intensivere und vielseitigere Behandlungsangebote als im normalen Strafvollzug zur Verfügung gestellt: Gruppen- und Einzelpsychotherapie, deliktorientierte Gruppen, soziales Lernen in Wohngruppen, kreatives Arbeiten sowie schulische Liftung und gegebenenfalls berufliche Bildung sollen entsprechend motivierte Gefangene in die Lage versetzen, ihre Probleme intensiv zu bearbeiten, um weiteren Delikten vorzubeugen.
Psychisch kranke oder suchtkranke Straftäter werden unter bestimmten Umständen im Maßregelvollzug untergebracht.
Mittlerweile gibt es in vielen Bundesländern auch spezielle Stationen oder Wohngruppen für die wachsende Zahl älterer Strafgefangene (JVA Singen, JVA Detmold, JVA Schwalmstadt, JVA Waldheim).
Polizeigefängnisse deutscher Polizeien sind in der Regel nur eine Zwischenstation, bis die Gefangenen dem Haftrichter oder sonstigen Behörden vorgeführt bzw. einer JVA oder einer geschlossenen Einrichtung zugeführt werden.
Eine Besonderheit ist die Gefangenensammelstelle (GeS oder Gesa). Die GeS wird eingerichtet, wenn zu erwarten ist, dass reguläre Haftplätze nicht mehr ausreichen. Dies ist zum Beispiel der Fall bei Großveranstaltungen, Großdemonstrationen oder Demonstrationen mit hohem Störeranteil. Dabei handelt es sich meistens um spezielle Räumlichkeiten wie in Stadien, Container, Busse oder notfalls um einen abgesicherten Sammelplatz im Freien (Einkesselung).

### Historische Gefängnistypen
Arbeitslager, Korrektionsanstalt, auch Detentionsanstalt oder Besserungsanstalt genannt, Festungshaft, Gefängnisinsel, Gefängnisschiff, Hexenturm, Hungerturm, Karzer, Kerker, Konzentrationslager, Schuldgefängnis, Strafgefangenenlager in der Zeit des Nationalsozialismus (eine KZ-Form), Zuchthaus.

### Fiktive Gefängnisse
In Film- und Freizeitkultur haben sich viele fiktive Gefängnisse etabliert. Dazu zählen das Frauengefängnis Litchfield aus der Kultserie Orange is the New Black, Askaban aus der Buchreihe Harry Potter und der von Alcatraz inspirierte Escape Room Bâlecatraz.

## Bekannte Gefängnisse
| Deutschland - Justizvollzugsanstalt Aichach größtes deutsches Frauengefängnis - Justizvollzugsanstalt Bautzen (Gelbes Elend) in Bautzen - Justizvollzugsanstalt Bielefeld-Senne, die größte offene Justizvollzugsanstalt in Europa und das größte Gefängnis Deutschlands - Justizvollzugsanstalt Brandenburg a. d. Havel - Justizvollzugsanstalt Bruchsal - Justizvollzugsanstalt Bützow - Justizvollzugsanstalt Celle, siehe auch Celler Loch - Justizvollzugsanstalt Fuhlsbüttel in Hamburg-Fuhlsbüttel (Als „Santa Fu“ bekannt) - Justizvollzugsanstalt Geldern - Justizvollzugsanstalt Halle I „Roter Ochse“ in Halle (Saale), als einziges Gefängnis in Deutschland diente es drei Regimen – dem Nationalsozialismus, der sowjetischen Besatzungszone und der DDR – als politische Haftanstalt. - Jugendanstalt Hameln - Justizvollzugsanstalt Köln (Im Volksmund weiterhin „Klingelpütz“) - Justizvollzugsanstalt München (Im Volksmund Stadelheim genannt, da es an der Stadelheimer Straße liegt) - Justizvollzugsanstalt Münster, ältestes erhaltene Gefängnis aus preußischer Zeit (1844–1853) – Vorbild Pentonville - Justizvollzugsanstalt Neumünster - Justizvollzugsanstalt Landsberg in Landsberg am Lech, Adolf Hitler schrieb dort unter anderem die Hetzschrift „Mein Kampf“ - Justizvollzugsanstalt Lübeck - Justizvollzugsanstalt Schloss Hoheneck, das Frauengefängnis der DDR - Justizvollzugsanstalt Schwalmstadt, setzt neue Maßstäbe bei Therapie und Deradikalisierung - Justizvollzugsanstalt Stuttgart, erlangte Bekanntheit durch einsitzende Mitglieder der Rote Armee Fraktion (auch unter „Stammheim“ bekannt) - Justizvollzugsanstalt Tegel, Deutschlands größtes geschlossenes Gefängnis - Justizvollzugsanstalt Straubing - Justizvollzugsanstalt Waldheim, älteste Anstalt in Sachsen; siehe auch Waldheimer Prozesse - Justizvollzugsanstalt Weiterstadt - Justizvollzugsanstalt Werl - Justizvollzugsanstalt Wittlich, größtes Gefängnis in Rheinland-Pfalz - Justizvollzugsanstalt Uelzen Österreich - Justizanstalt Stein in Niederösterreich - Liesel, das Polizeigefangenenhaus im 9. Wiener Gemeindebezirk, welches nach der dortigen ehemaligen Elisabethpromenade (Elisabethkai) benannt wurde (heute Polizeigebäude Rossauer Lände) - Justizanstalt Innsbruck, im Volksmund Ziegelstadl, örtlich in der Völser Straße (Stadtgemeinde Innsbruck in Tirol; dort wurden bis 1993 auch industriell Ziegel hergestellt) - Justizanstalt Graz-Karlau in der Steiermark Schweiz - Restaurant Böhlerblick in Unterkulm; eine Seite des Gerichtsgebäudes zeigt auf den Passübergang „Böhler“. - Justizvollzugsanstalt Pöschwies Regensdorf bei Zürich - Strafanstalt Thorberg (Schloss Thorberg) in der Nähe von Bern - Strafanstalt Lenzburg Lenzburg | Frankreich - Bastille, ehemaliges Staatsgefängnis in Paris - La Santé, letztes Gefängnis in Paris - Château d’If, ehemalige Festung und Gefängnis bei Marseille - Fort Boyard, Festung und ehemaliges Gefängnis vor der französischen Atlantikküste zwischen der Île-d’Aix und der Île d’Oléron im Département Charente-Maritime Vereinigtes Königreich - Newgate, ehemaliges Gefängnis in London - Wandsworth, größtes Londoner Gefängnis - Maze Prison, auch bekannt als Long Kesh, bekannt durch viele inhaftierte IRA-Mitglieder sowie durch den Hungerstreik-Tod von Bobby Sands sowie die Ermordung von Billy Wright Vereinigte Staaten - Alcatraz im US-Bundesstaat Kalifornien (heute ein Museum) - Sing Sing im US-Bundesstaat New York - Fort Leavenworth im US-Bundesstaat Kansas - Gefangenenlager der Guantanamo Bay Naval Base - Joliet Correctional Center, bekannt durch die US-Serie Prison Break, in Joliet, Illinois (seit 2002 geschlossen) - Bundesgefängnis ADX Florence im US-Bundesstaat Colorado - Guantanamo Bay Naval Base umstrittenes Internierungslager der USA auf Kuba Weltweit - Zentralgefängnis Bagdad im Irak - Bang-Kwang-Gefängnis in Thailand („Bangkok Hilton“) - CECOT in El Salvador - Palmasola in Bolivien - Robben Island, Gefängnisinsel von Südafrika - Evin-Gefängnis in Teheran im Iran - Butyrka, größte Haftanstalt in Moskau und eins der bekanntesten Gefängnisse Russlands |

## Geheime Gefängnisse
Geheime Gefängnisse (englisch ‚Black jails‘) sind vor der Öffentlichkeit geheimgehaltene Gefängnisse, die von staatlichen und nicht-staatlichen Organisationen betrieben werden. Diese Gefängnisse beherbergen meist nur wenige Gefangene über wenige Monate.
- Im November 2009 wurde bekannt, dass es in China geheime Gefängnisse gibt, in denen chinesische Lokal- und Provinzbehörden Menschen einsperren, um sie daran zu hindern, eine Petition einzureichen.[36]
- Im Verlauf des Kriegs gegen den Terror entstanden sogenannte Black Sites, vom US-Militär betriebene geheime Gefängnisse außerhalb der Vereinigten Staaten.

## Statistik: Inhaftierte und Dauer
| Land                         | Anzahl     |
| ---------------------------- | ---------- |
| Vereinigte Staaten           | 751        |
| Russland                     | 713        |
| Turkmenistan                 | 534 (2009) |
| Belize                       | 487        |
| Kuba                         | 487 (2003) |
| Amerikanisch-Samoa (zu USA)  | 446 (2004) |
| Belarus                      | 426        |
| Puerto Rico (zu USA)         | 356        |
| Ukraine                      | 356        |
| Singapur                     | 350        |
| Kasachstan                   | 348 (2009) |
| Südafrika                    | 335        |
| Estland                      | 333        |
| Französisch-Guayana          | 315        |
| Lettland                     | 292        |
| Vereinigte Arabische Emirate | 288 (2004) |
| Mongolei                     | 269        |
| Republik China (Taiwan)      | 259        |
| Thailand                     | 256        |
| Chile                        | 240        |
| Litauen                      | 240        |
| Polen                        | 234        |
| Libyen                       | 217        |
| Iran                         | 212        |
| Israel                       | 209        |
| Mexiko                       | 196        |
| Brasilien                    | 191        |
| Neuseeland                   | 186        |
| Tschechien                   | 185        |
| Luxemburg                    | 167        |
| Rumänien                     | 164        |
| Vereinigtes Königreich       | 148        |
| Spanien                      | 145        |
| Australien                   | 126        |
| Portugal                     | 121        |
| Volksrepublik China          | 119        |
| Kanada                       | 107        |
| Österreich                   | 105        |
| Serbien                      | 104        |
| Italien                      | 104        |
| Deutschland                  | 91 (2008)  |
| Belgien                      | 91         |
| Türkei                       | 91         |
| Griechenland                 | 90         |
| Frankreich                   | 85         |
| Schweiz                      | 83         |
| Niederlande                  | 73         |
| Kiribati                     | 72         |
| Irland                       | 72         |
| Schweden                     | 64         |
| Dänemark                     | 61         |
| Pakistan                     | 57         |
| Syrien                       | 58 (2004)  |
| Japan                        | 37         |
| Indien                       | 30 (2004)  |
| Nigeria                      | 30         |
| Island                       | 29         |
| Färöer                       | 15         |

Am Stichtag des 30. September 2019 waren in Deutschland 63.851 Personen (davon 3827 weiblich) in den knapp 180 Justizvollzugsanstalten inhaftiert. Hiervon wurde an 13.050 Personen (davon 727 weiblich) die Untersuchungshaft vollzogen. 3536 Personen (davon 148 weiblich) verbüßten eine Jugendstrafe. 45.244 verbüßten eine Freiheitsstrafe (davon 2856 weiblich) – darunter 4616 Personen (davon 437 weiblich) eine Ersatzfreiheitsstrafe. Über 574 Personen (davon 1 weiblich) war die Sicherungsverwahrung verhängt, 122 Personen (davon 6 weiblich) befanden sich in Abschiebungshaft.
Während in den 1990er Jahren ein deutlicher Anstieg der Freiheitsstrafen und damit auch der Gefangenenzahlen zu verzeichnen war, sind diese seit Mitte der 2000er Jahre deutlich rückläufig (mit Ausnahme der Ersatzfreiheitsstrafe).
Rund die Hälfte aller Freiheitsstrafen in Deutschland dauert weniger als ein Jahr. Rund 11 % der Inhaftierten haben eine Haftzeit von mehr als 5 Jahren.
Die nebenstehende Tabelle basiert auf der Publikation World Prison Population List (seventh edition), die vom „Internationalen Zentrum für Gefängnisstudien“ (International Centre for Prison Studies) des King’s College in London herausgegeben wurde. Die Zahlen stammen aus dem Zeitraum von 2005 bis 2007. Sofern Werte davon abweichen oder einer anderen Quelle entnommen sind, ist dies gekennzeichnet. Laut der angegebenen Publikation liegt der weltweite Durchschnittswert knapp unter 148 Inhaftierten pro 100.000 Staatsangehörigen.
Im Jahr 2021 lebten weltweit etwa 11 Millionen Menschen in Gefängnissen, davon etwa 500.000 in der Europäischen Union. Dabei ist der Anteil der Personen, die innerhalb eines Landes inhaftiert sind, je nach Land sehr unterschiedlich. Es gibt keinen Staat, in der er höher ist als in den USA, wo 600–700 Strafgefangene je 100.000 Einwohner üblich sind. Die Strafstatistik des Europarates veröffentlichte für 2018 eine Gesamtgefangenenrate von 102,5 Gefangenen pro 100.000 Einwohner. Die Zahl der in Europa Inhaftierten ist insgesamt rückläufig.
Im europäischen Vergleich hatte Deutschland 2021 mit einer Gefangenenrate von 77,5 je 100.000 Einwohner eine etwas geringere Gefängnispopulation als der europäische Durchschnitt. Im Jahr 2023 waren in Deutschland noch rund 40.000 Menschen in den insgesamt 172 Strafanstalten inhaftiert. Etwa einer von sieben Verurteilten erhält eine Haftstrafe, Geldstrafen werden deutlich häufiger verhängt. Im Jahr 2021 kam es bundesweit insgesamt zu 90.900 Verurteilungen, die eine Freiheitsstrafe oder Strafarrest zur Folge hatten. Tendenziell ist die Gefängnispopulation rückläufig.
Noch fünf Jahre zuvor befanden sich, am 31. März 2017, deutschlandweit 51 643 Personen im Strafvollzug (48 609 Männer und 3034 Frauen), davon 8273 im offenen Vollzug (7668 Männer und 605 Frauen) und 43 370 im geschlossenen Vollzug (40 941 Männer und 2429 Frauen). Neben 3889 Personen, die zu einer Jugendstrafe verurteilt waren, und 561 Personen in Sicherungsverwahrung gliedern sich die restlichen 47 193 Gefangenen wie folgt: 31 540 Personen waren zu maximal 2 Jahren Strafe verurteilt, 10 244 zu mehr als 2 bis maximal 5 Jahren, 3578 zu mehr als 5 bis maximal 15 Jahren und 1831 zu lebenslanger Freiheitsstrafe. Pro Jahr betragen die durch den Strafvollzug entstehenden Kosten geschätzte drei bis vier Milliarden Euro.

## Kritik
Gefängnisse werden häufig unter humanitären Gesichtspunkten kritisiert, so ergab eine Studie des Kriminologischen Forschungsinstituts Niedersachsen, dass 25 Prozent der befragten erwachsenen Häftlinge mindestens einmal im Monat Opfer von Gewalt durch Mithäftlinge werden. Immer wieder stellen Kritiker fest, dass sich vor allem in großen Gefängnissen paradoxerweise rechtsfreie Räume bilden, in denen Gewalt, Vergewaltigungen, Drogenhandel und Diebstahl an der Tagesordnung sind.
In Gefängnissen ist die Wahrscheinlichkeit, sich mit Infektionskrankheiten wie Hepatitis oder HIV zu infizieren, höher als in Freiheit (u. a. durch Tausch von Heroin-Spritzen, Tätowierungen, Piercing, …). Etwa jeder sechste Häftling in Deutschland hat Hepatitis C, jeder hundertste hat HIV. Die medizinische Versorgung in deutschen Gefängnissen schwankt von Bundesland zu Bundesland: So bekamen in bayrischen Justizvollzugsanstalten 2015 nur 45 Prozent der Gefangenen, die an einer Suchterkrankung litten, eine Substitutionsbehandlung (zum Beispiel mit Methadon). 2016 kam es zu einem Urteil des Europäischen Gerichtshofs für Menschenrechte gegen die schwäbische JVA Kaisheim: Hier war einem Mann, der seit über 40 Jahren heroinabhängig war, eine Substitutionstherapie mit Methadon vom Anstaltsarzt verweigert worden. Der EGMR wertete dies als Menschenrechtsverletzung.
Auch das System Gefängnis als solches sieht sich immer wieder dem Vorwurf ausgesetzt, ineffizient und zu teuer zu sein und seinem Auftrag, Täter zu resozialisieren und wieder in die Gesellschaft zu integrieren, nicht gerecht zu werden. In Deutschland liegen die Kosten pro Häftling bei jährlich 35.770 Euro (Stand 2003).
In ihrem 1939 erschienenen Buch „Punishment and Social Structure“ unterzogen Georg Rusche und Otto Kirchheimer Gefängnisse einer marxistischen Kritik; für sie stellen Strafvollzug und Haft eine Form der Herrschaft von einer Klasse über eine andere dar. Prominent ist die Analyse des französischen Philosophen Michel Foucault, der in „Überwachen und Strafen“ nicht nur die Ineffizienz von Gefängnissen thematisiert, sondern auch auf ihre Wirkung auf Machtstrukturen innerhalb der Gesellschaft hinweist. Foucault war auch Mitglied der Groupe d’information sur les prisons, G.I.P. (Gruppe Gefängnisinformation), die sich dafür einsetzte, die Zustände in französischen Gefängnissen öffentlich zu machen. Besonders in den 1970er Jahren wurde von Seiten linker Aktivisten auch die Abschaffung von Gefängnissen gefordert. Die Organisation Critical Resistance, die von der Bürgerrechtlerin Angela Davis mitgegründet wurde, setzt sich vor allem für die Rechte von Häftlingen in den Vereinigten Staaten ein und prägte den Begriff des „prison industrial complex“ (in Anlehnung an den Militärisch-industriellen Komplex). In Deutschland engagiert sich die Initiative „Entknastung“ gegen Missstände in Gefängnissen und veranstaltet Konferenzen über Gefängnis-Kritik.
Eine häufig geäußerte Kritik lautet, dass es Menschen, die wegen vergleichsweise harmloser Delikte in Haft kommen, erst im Gefängnis wirklich in Kontakt mit dem kriminellen Milieu kommen: „Besonders junge Menschen werden oft im Gefängnis erst zu Verbrechern gemacht – und somit zu einem noch größeren Problem für die Gesellschaft“, so der Jurist und Strafvollzugs-Experte Bernd Maelicke. Zudem erschwert es das soziale Stigmata der Haftstrafe vielen Entlassenen, anschließend wieder in eine geregelte, zivile Existenz zurückzufinden. Maelicke kritisiert, dass Verurteilte nach ihrer Haftentlassung oft wieder in dieselben sozialen Strukturen geraten, die sie erst ins Gefängnis gebracht hätten: „… der Ernstfall für die Resozialisierung ist die Zeit nach der Entlassung“. Laut einer Studie des Bundesjustizministeriums von 2014 werden durchschnittlich 34 Prozent aller entlassenen Strafgefangenen innerhalb von drei Jahren nach der Verurteilung oder Entlassung erneut straffällig, innerhalb von sechs Jahren liegt die Rückfall-Quote bei 44 Prozent, nach Jugendstrafe wesentlich höher. Es besteht auch ein Zusammenhang zwischen Gefängnis und Armut: Wer für eine begangene Straftat seine Geldstrafe nicht zahlen kann, kann durch die Ersatzfreiheitsstrafe stattdessen mit Haft bestraft werden. Der Journalist Martin Klingst bezeichnete Gefängnisse als „Schulen des Verbrechens“. Der Kriminalsoziologe Edwin M. Lemert prägte den Begriff der „Sekundären Devianz“: Laut diesem werden Delinquenten durch Strafmaßnahmen in die Rolle des Kriminellen gedrängt, da sich ihr Selbstbild durch die Erfahrungen des Strafvollzugs in dieser Weise verändert.
In dem 2016 veröffentlichten Buch Die Schwere der Schuld stellt der ehemalige Gefängnisdirektor Thomas Galli die Sinnhaftigkeit von Strafvollzugsanstalten in Frage (vgl. Abolitionismus). Er vertritt darin die Ansicht, dass Haftstrafen Kriminelle noch gefährlicher machen können und dass viele Gefängnisse geschlossen werden und stattdessen andere Strafmaßnahmen wie gemeinnützige Arbeit angewendet werden sollten. Dadurch gebe es mehr Mittel und Personal, um sich um die wirklich gefährlichen Straftäter zu kümmern. Gemeinsam mit anderen Praktikern und Wissenschaftlern veröffentlichte er 2019 ein „Manifest zur Abschaffung von Strafanstalten und anderen Gefängnissen“.
Besonders häufig wird das Gefängnissystem der Vereinigten Staaten kritisiert: Die USA haben weltweit die meisten Gefängnis-Insassen im Verhältnis zur Bevölkerung, was zum Teil auf die Privatisierung vieler Gefängnisse zurückgeführt wird. Die US-Regierung unter Barack Obama hat 2016 beschlossen, die privaten Gefängnisse nach und nach zu schließen. Zudem würden die Gefängnisse den Rassismus von Sicherheits-Behörden und Gerichten widerspiegeln, da ein überproportionaler Anteil der Insassen Afroamerikaner und Hispanos sind.

## Kulturelle Rezeption
Gefängnisse faszinieren Literaten, Künstler und Filmschaffende schon lange, zum einen wegen des dramatischen und düsteren Schauplatzes Gefängnis an sich, zum anderen wegen der individuellen Schicksale, die sich hier abspielen. Alexandre Dumas schilderte 1844 in Der Graf von Monte Christo, wie ein Unschuldiger in der Festung Château d’If vor der französischen Küste inhaftiert wird. Ein anderes berühmt-berüchtigtes Gefängnis, das Londoner Newgate-Gefängnis, spielt in mehreren Romanen eine wichtige Rolle, unter anderem in Daniel Defoes Glück und Unglück der berühmten Moll Flanders (1722), in Charles Dickens Werken Oliver Twist (1839), Barnaby Rudge (1841) und Große Erwartungen (1861) und in Michael Crichtons Roman The Great Train Robbery (1975). Franz Kafka beschrieb 1919 in In der Strafkolonie ein absurd-grausames Gefangenenlager auf einer Insel.

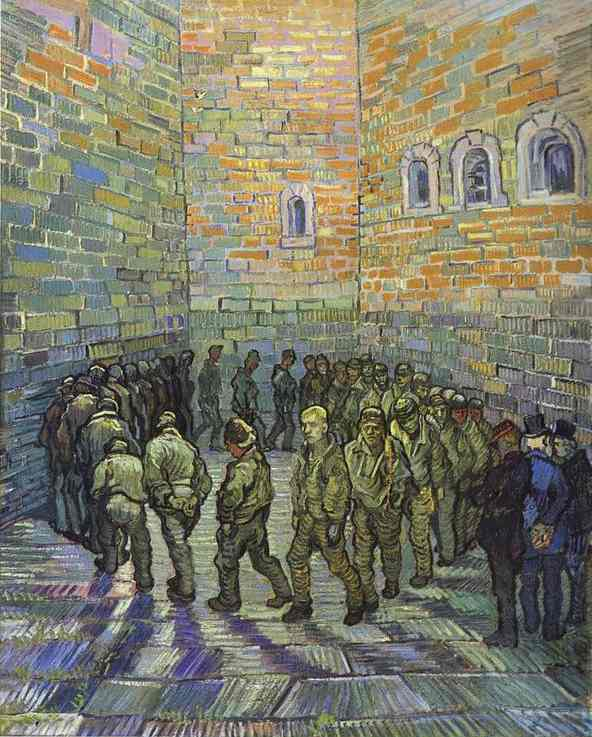
Der Rundgang der Gefangenen (1889) von Vincent van Gogh

Das Londoner Fleet-Gefängnis diente nicht nur Charles Dickens als einer der Schauplätze von Die Pickwickier (1837), sondern wurde 1735 auch von William Hogarth in seiner Kupferstichserie A Rake’s Progress dargestellt. Es war wiederum Newgate, das Gustave Doré als Vorlage für seinen Kupferstich des dortigen Gefängnishofes diente, der Vincent van Gogh 1889 zu seinem Gemälde Der Rundgang der Gefangenen inspirierte.
Literarisch wurden und werden Gefängniserfahrungen besonders in der Gefangenenliteratur bearbeitet: Dazu zählen Werke, die ihre Verfasser während einer Inhaftierung verfasst haben, etwa Der Archipel Gulag (1974) von Alexander Solschenizyn oder Fjodor Michailowitsch Dostojewskis Aufzeichnungen aus einem Totenhaus (1861). Andererseits zählen zur Gefangenenliteratur auch Werke, die zwar im Gefängnis entstanden sind, aber nicht von ihnen handeln (zum Beispiel Don Quijote).
Besonders im Film sind Gefängnisse ein beliebtes Sujet (siehe Gefängnisfilm), etwa in Die Verurteilten oder Der Unbeugsame. Allein über die Gefängnis-Insel Alcatraz gibt es mehrere Filme. Diverse Bücher, die in Gefängnissen spielen, wurden später erfolgreich verfilmt (zum Beispiel Papillon oder The Green Mile). Mehrere Fernsehserien spielen in Gefängnissen, zum Beispiel Orange Is The New Black, Prison Break oder Hinter Gittern – Der Frauenknast.
Viele Pop- und Rock-Songs beschäftigen sich aus unterschiedlichsten Perspektiven mit Gefängnissen: Elvis Presley besang in seinem Millionen-Hit Jailhouse Rock eine fiktive Band in einem Gefängnis, sowohl Thin Lizzy als auch AC/DC veröffentlichten jeweils eine erfolgreiche Single namens Jailbreak. Der von Bob Dylan geschriebene und von The Band veröffentlichte Song I Shall Be Released schildert die Hoffnung eines Häftlings auf seine Freiheit. Später schrieb Dylan den Song Hurricane über den zu Unrecht inhaftierten Rubin Carter. Sam Cooke hatte 1960 mit seinem Song Chain Gang einen Hit: Darin beschrieb er das Phänomen der Chain Gangs, Häftlinge, die aneinandergekettet in der Öffentlichkeit Arbeiten wie Straßenbau verrichten mussten. Johnny Cash erregte in den 60er Jahren großes Aufsehen mit einigen Live-Konzerten in amerikanischen Haft-Anstalten, bei denen das Publikum in erster Linie aus den Häftlingen und Aufsehern bestand. Dokumentiert wurden diese Konzerte in den sehr erfolgreichen Live-Alben At Folsom Prison und At San Quentin. Auch Metallica nutzten das San Quentin State Prison als Kulisse und nahmen dort das Musik-Video für den Song St. Anger auf. Im Hip-Hop, unter anderem im Gangster Rap, spielen Gefängnisse und Haft-Strafen immer wieder eine Rolle, etwa in Black Steel In The Hour Of Chaos von Public Enemy, One Love von Nas oder Murder Was The Case von Snoop Dogg.
Der erste Teil der Computerspiel-Reihe Gothic (die auf einem gleichnamigen Comic basiert) spielt in einer Fantasy-Welt, in der Sträflinge in ein riesiges Freiluft-Gefängnis verbannt werden, das durch eine magische Barriere von der Außenwelt getrennt ist. Vor allem in Fantasy-Rollenspielen sind Gefängnisse bzw. Verliese (dungeons) ein allgegenwärtiges Szenario (etwa in Dungeons & Dragons).

## Privatisierung
Die osthessische Justizvollzugsanstalt Hünfeld ist das erste teilprivatisierte Gefängnis in der Bundesrepublik Deutschland. Als Aufseher sind dort ausschließlich Beamte tätig, da nur sie berechtigt sind, gegenüber den Gefangenen notfalls „unmittelbaren Zwang“ auszuüben. In diesem Sinne teilprivatisiert ist auch die JVA Büren, die inzwischen als Abschiebungshaftanstalt dem Innenministerium unterstellt wurde.

## Auslagerung
Das Vereinigte Königreich veranschlagte im Jahr 2018 etwa 35.000 Pfund Sterling (39.130 Euro) an Kosten für jeden Gefangenem pro Jahr. Um die Kosten zu senken, schloss der Staat mit Nationen, aus denen relevante Mengen an verurteilten Straftätern in Großbritannien stammten, Verträge ab, nach denen die Briten Haftanstalten in diesen Ländern finanzierten und dafür die Gefangenen aus den eigenen Gefängnissen in den Gefängnissen ihrer jeweiligen Heimatländer ihre Strafen verbüßen. Solche Verträge hatte das Königreich 2018 mit Albanien, Jamaika, Libyen, Nigeria, und Ruanda geschlossen. Im Fall Nigerias wurden so etwa 700.000 Pfund Sterling für einen Gefängnistrakt mit 112 Betten veranschlagt.

## Dokumentarfilme
- Gotteszell – Ein Frauengefängnis, Deutschland 2001, Regie: Helga Reidemeister. Beschreibung (PDF; 61 kB).
- Ne me libérez pas, je m’en charge, englisch My Greatest Escape, Frankreich 2009, Regie: Fabienne Godet. Ne me libérez pas, je m’en charge (Memento vom 26. Juni 2012 im Internet Archive).